# Arbitrážní výbor (Wikipedie)
Arbitrážní výbor (zkráceně ArbCom) je závazným panelem editorů na projektech Nadace Wikimedia, typicky na Wikipedii, pro řešení sporů mezi nimi.

## Fungování
Vzhledem k tomu, že je každý z projektů nadace redakčně autonomní a nezávislý, má každá jazyková verze projektu různou podobu Arbitrážního výboru, výbor jako takový navíc mají jen některé jazykové verze Wikipedie, zpravidla ty s větším počtem uživatelů. Jednotlivé výbory fungují podle pravidel implementovaných uživateli jednotlivých jazykových verzí. Členové výborů jsou voleni ve speciálních volbách, které se zpravidla konají jednou ročně.

### Oblast činnosti
Arbitráží výbory typicky řeší mj. nesprávné chování administrátorů a dalších uživatelů s přístupem k pokročilým nástrojům na projektu, mohou ale řešit i různé jiné problémy týkající se dalších uživatelů, které z nějakého důvodu nebylo možno řešit diskusí, zásahem správce či jinými opravnými prostředky. Pravidla a postupy jednotlivých arbitrážních výborů se mezi projekty liší v závislosti na místním kulturním kontextu a na místních zvyklostech. Podle podmínek používání Nadace Wikimedia ovšem není povinností Arbitrážního výboru všechny problémy, kterému jsou předloženy, vyřešit.

## Historie
Prvním projektem Nadace Wikimedia, který disponoval arbitrážním výborem, se stala v listopadu 2002 švédská Wikipedie. Tu pak v prosinci 2003 následovala anglická Wikipedie. Postupem času vytvořily arbitrážní výbory i další projekty nadace v různých jazycích, na české Wikipedii byl výbor ustanoven v lednu 2006.

## Na české Wikipedii
K roku 2024 mělo nějakou podobu Arbitrážního výboru dvanáct jazykových verzí Wikipedie včetně té české. Český Arbitrážní výbor měl ke stejnému roku čtyři členy, minimum pro jeho možné fungování jsou tři členové (maximální počet je dán pravidly českého Arbitrážního výboru, k roku 2024 je to šest členů). Jeho členové jsou na české Wikipedii standardně voleni na funkční období dvou let, přičemž každý rok by měly proběhnout volby do jedné poloviny výboru. Od roku 2015 však výbor nikdy neměl plný počet členů, v roce 2022 dokonce počet členů poprvé od roku 2010 klesl pod čtyři.